# مأمور اجرایی آیین‌نامه‌ها
مأمور اجرایی آیین‌نامه‌ها (انگلیسی: Bylaw enforcement officer) یا افسر اجرای آیین‌نامه، از کارمندان اجرای قانون در برخی شهرداری‌ها، شهرستان‌ها یا مناطق است که تضمین اجرای آئین‌نامه‌ها، قوانین یا مقررات مصوب توسط دولت‌های محلی را برعهده دارد.
ضابطین اجرای آیین‌نامه اغلب در جامعه حضور دارند و به شکایات مردم پاسخ می‌دهند. آنها اغلب با پلیس محلی و همچنین مقامات استانی و فدرال همکاری نزدیک دارند. این اصطلاحات معمولاً در آمریکای شمالی - به ویژه کانادا - و برخی دیگر از کشورهای همسود (مشترک‌المنافع) استفاده می‌شود. در استان انتاریو کانادا، ضابطان اجرای احکام معمولاً عنوان «افسر اجرای قانون شهرداری» را برای خود به‌کار می‌برند و در نیوفاندلند و لابرادور، آلبرتا و سرزمین‌های شمال غربی نیز از اصطلاح افسر اجرایی شهرداری استفاده می‌شود. تحت نام‌های دیگر، این نوع از شغل برای اجرای آیین‌نامه در چندین کشور در سراسر جهان وجود دارد.